# Homonota borellii
Homonota borellii este o specie de șopârle din genul Homonota, familia Gekkonidae, descrisă de Peracca 1897. Conform Catalogue of Life specia Homonota borellii nu are subspecii cunoscute.